# 洗鲁雅
洗鲁雅（希伯來語：צרויה）天主教譯為責魯雅。是犹大支派耶西的女儿，大卫的姐姐。洗鲁雅有三个儿子：亚比筛、约押和亚撒黑，他们都是大卫军队中的战士。 
在圣经中，她的儿子们总是按母系称为“洗鲁雅的儿子”，这与其他圣经人物按父系称呼形成鲜明对比。这似乎表明她是一个非常强或重要的女人，虽然没有给出具体的情节。 
这个女性的名字在当代以色列仍然使用。 